# Catedral de la Inmaculada Concepción (Chengdu)
La catedral de la Inmaculada Concepción (en francés: cathédrale de l'Immaculée-Conception), llamada popularmente catedral de Ping'anqiao o iglesia de Ping'anqiao, es un templo católico de la ciudad sichuanesa de Chengdu, situado en la calle de Xihuamen, en el distrito de Qingyang. Es sede del obispo de Chengdu. Desde 1957 está sometido al control de la Asociación Patriótica Católica China, sancionada por el estado.

## Descripción
La construcción de la catedral comenzó en 1897, bajo la supervisión de Jacques-Victor-Marius Rouchouse, un misionero de la Sociedad de las Misiones Extranjeras de París y el primer obispo de la diócesis de Chengdu, y no se completó hasta 1904.
Los edificios cubren un área de 16 566,3 metros cuadrados y tienen una superficie útil de 8508,5 metros cuadrados, que incluyen la catedral, la oficina del obispo y su residencia. Construida en forma de cruz con una fachada de los estilos neobizantino y neorrenacentista, la catedral y los edificios que la rodean constituyen el carácter chino «悚» que significa «temor», representando «El comienzo de la sabiduría es el temor del Señor» (Proverbios 9:10). La parte derecha del carácter significa «regla», que representa la función de este edificio como catedral, tal como dice Jesús en el Evangelio: «En verdad os digo que todo lo que atéis en la tierra quedará atado en los cielos, y todo lo que desatéis en la tierra quedará desatado en los cielos» (Mateo 18:18).

## Galería

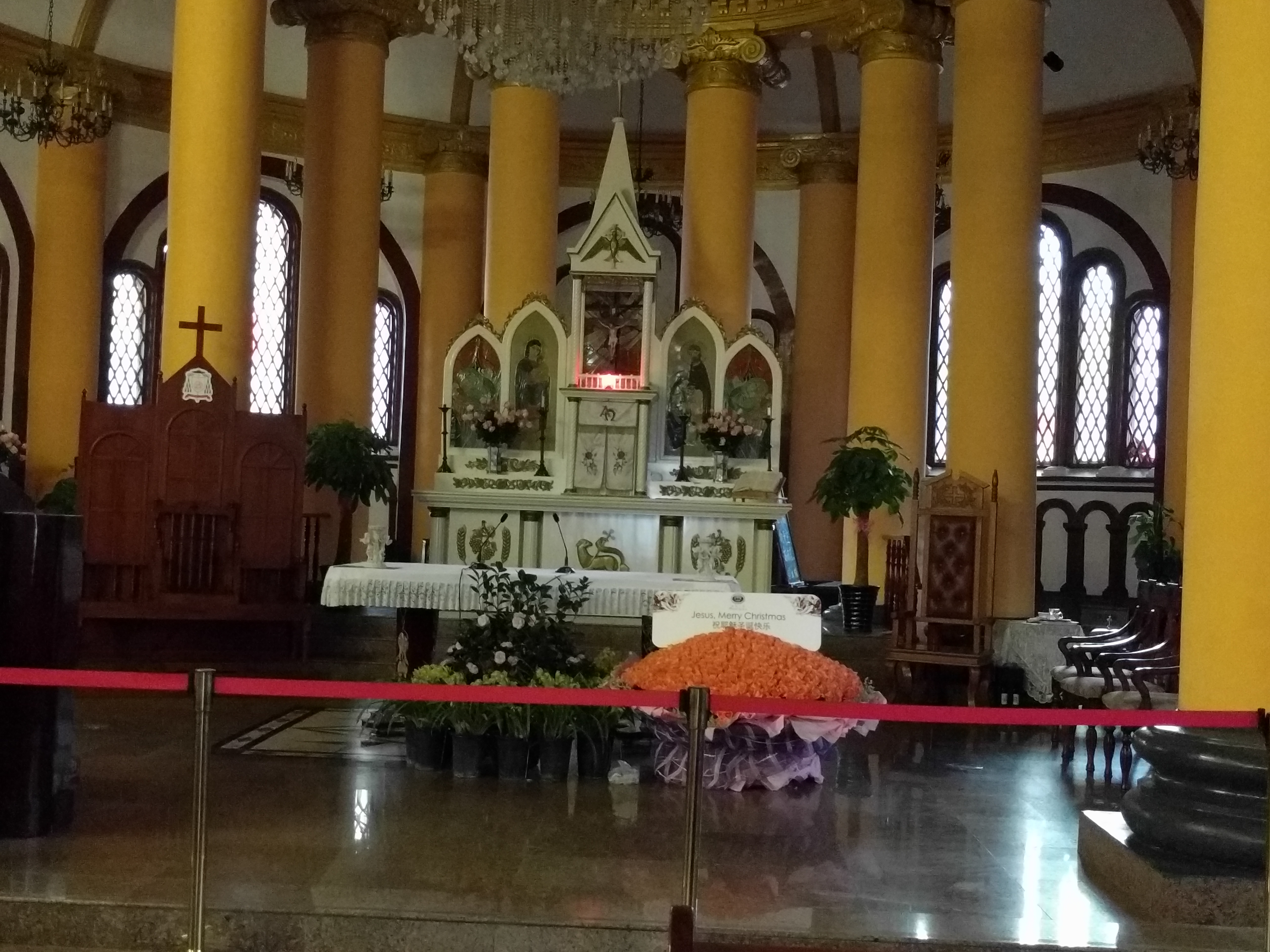
Altar mayor
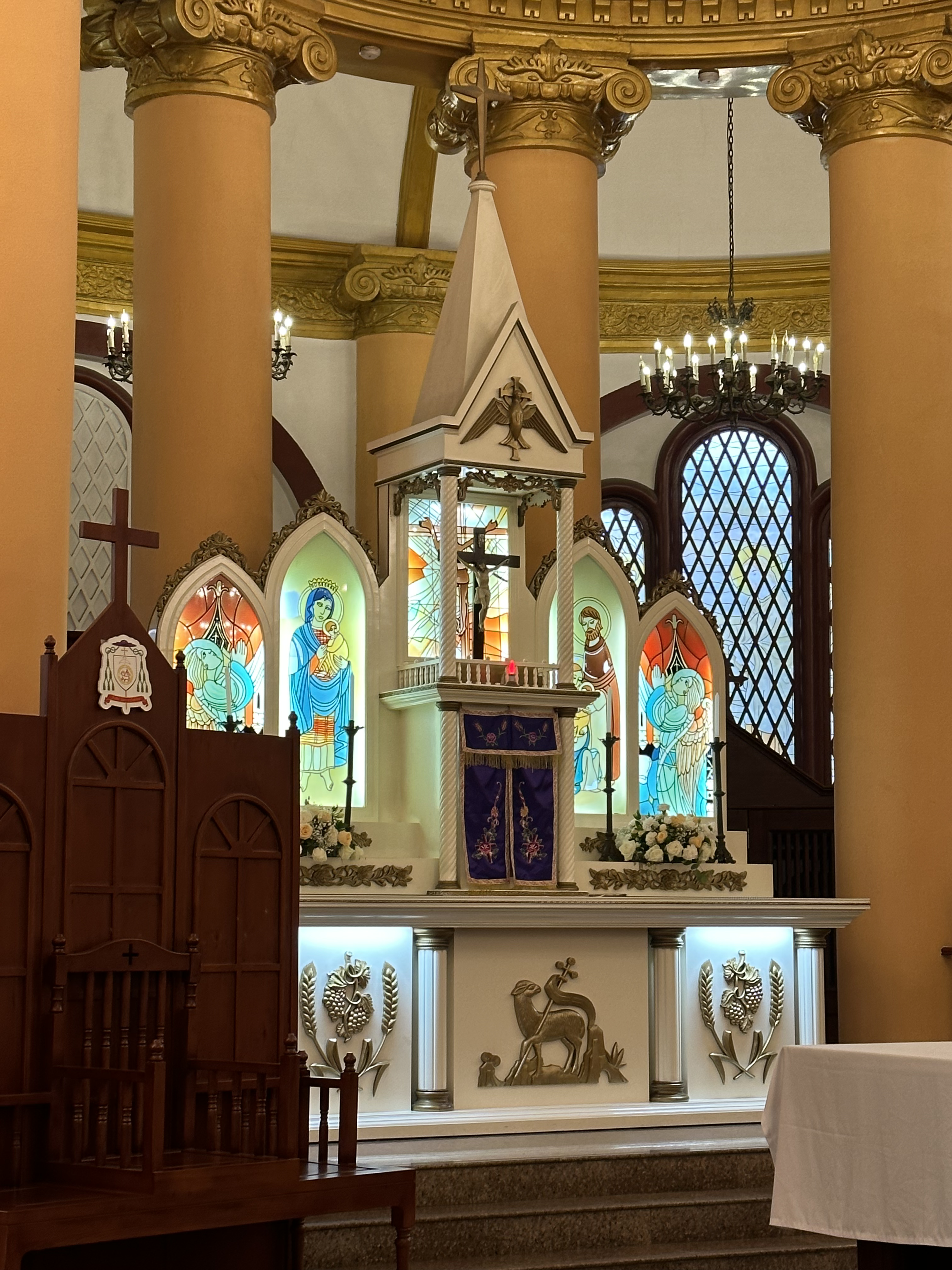
Altar mayor
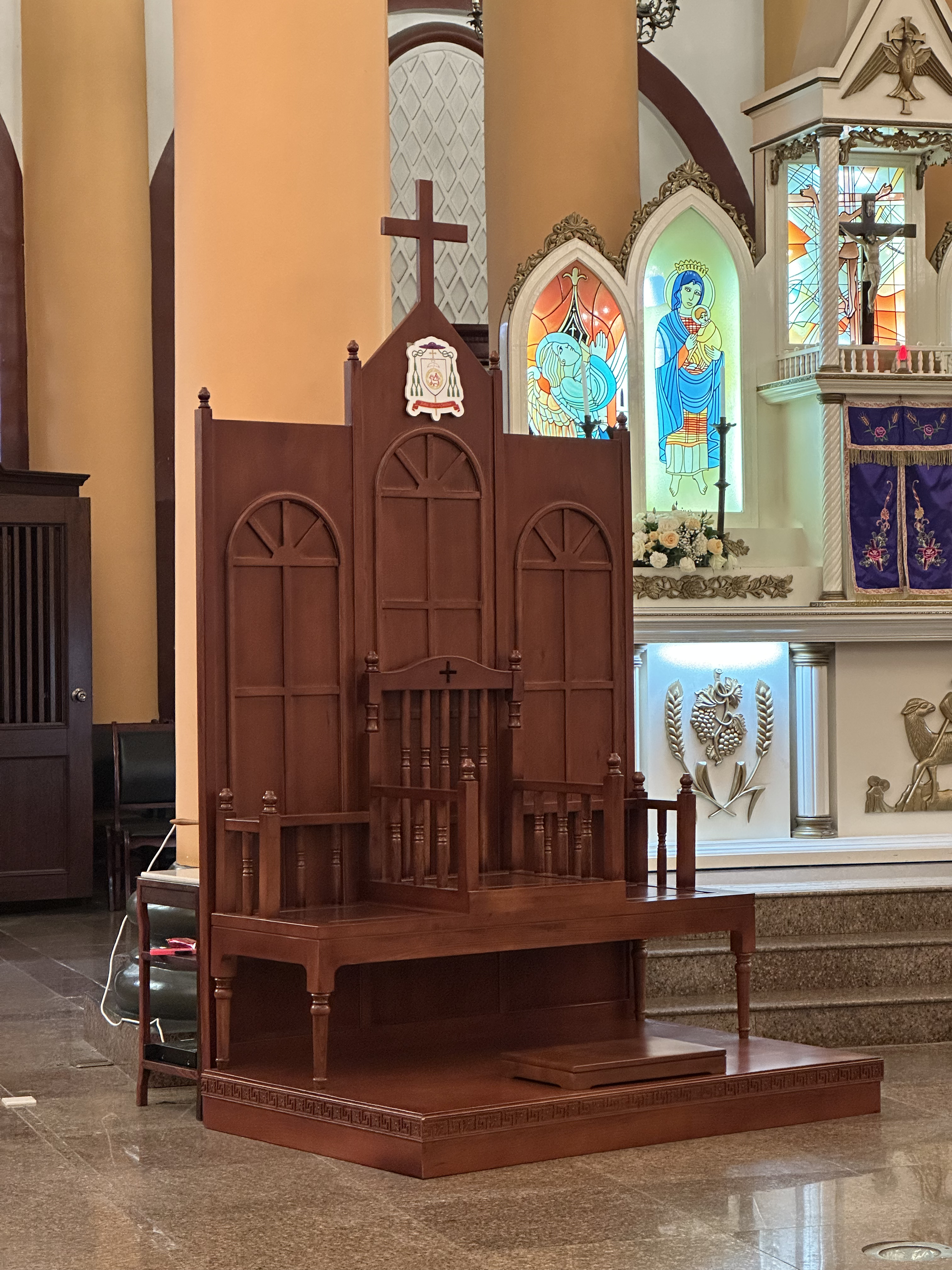
Cátedra
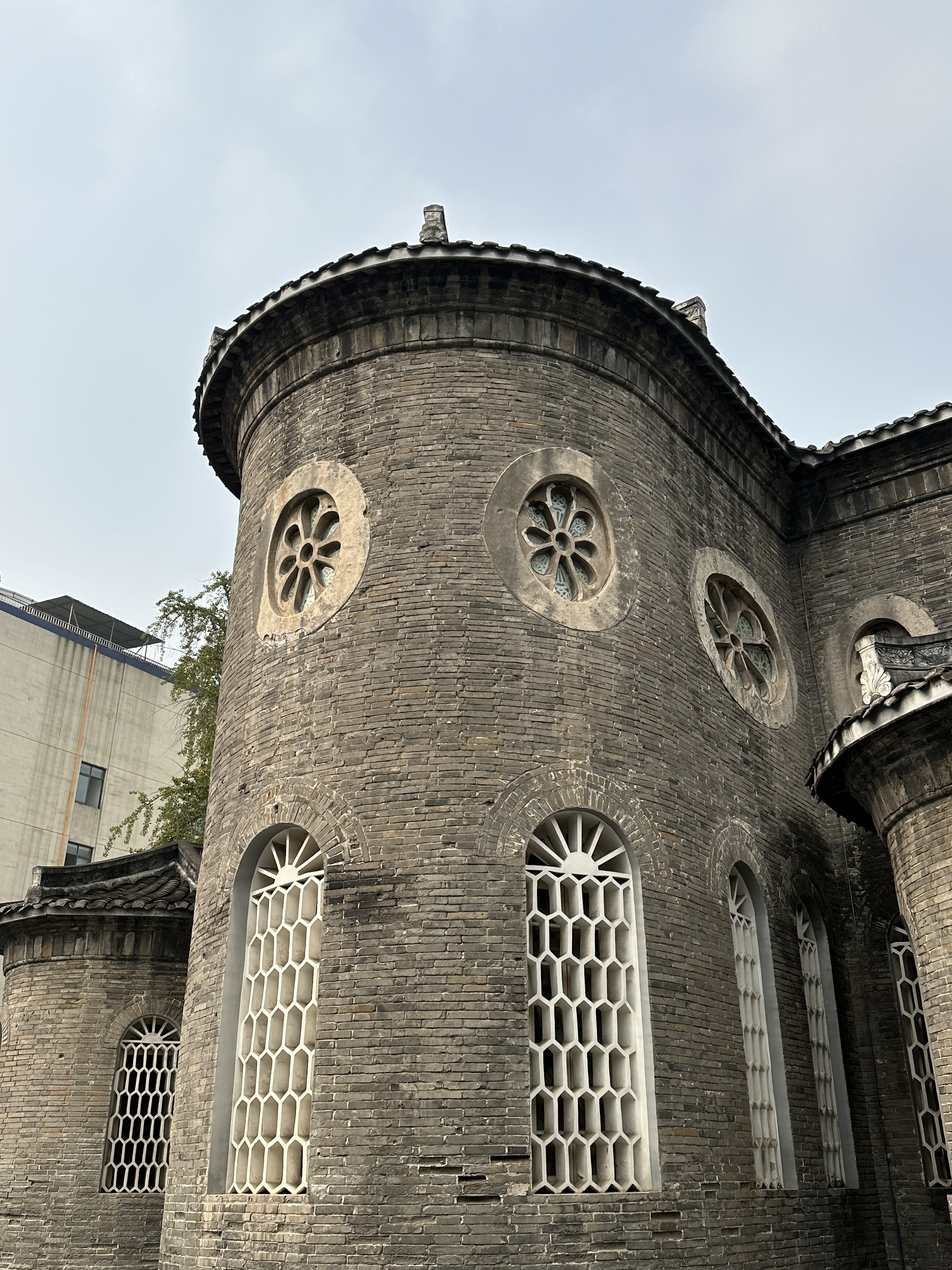
Capilla del Sagrado Corazón
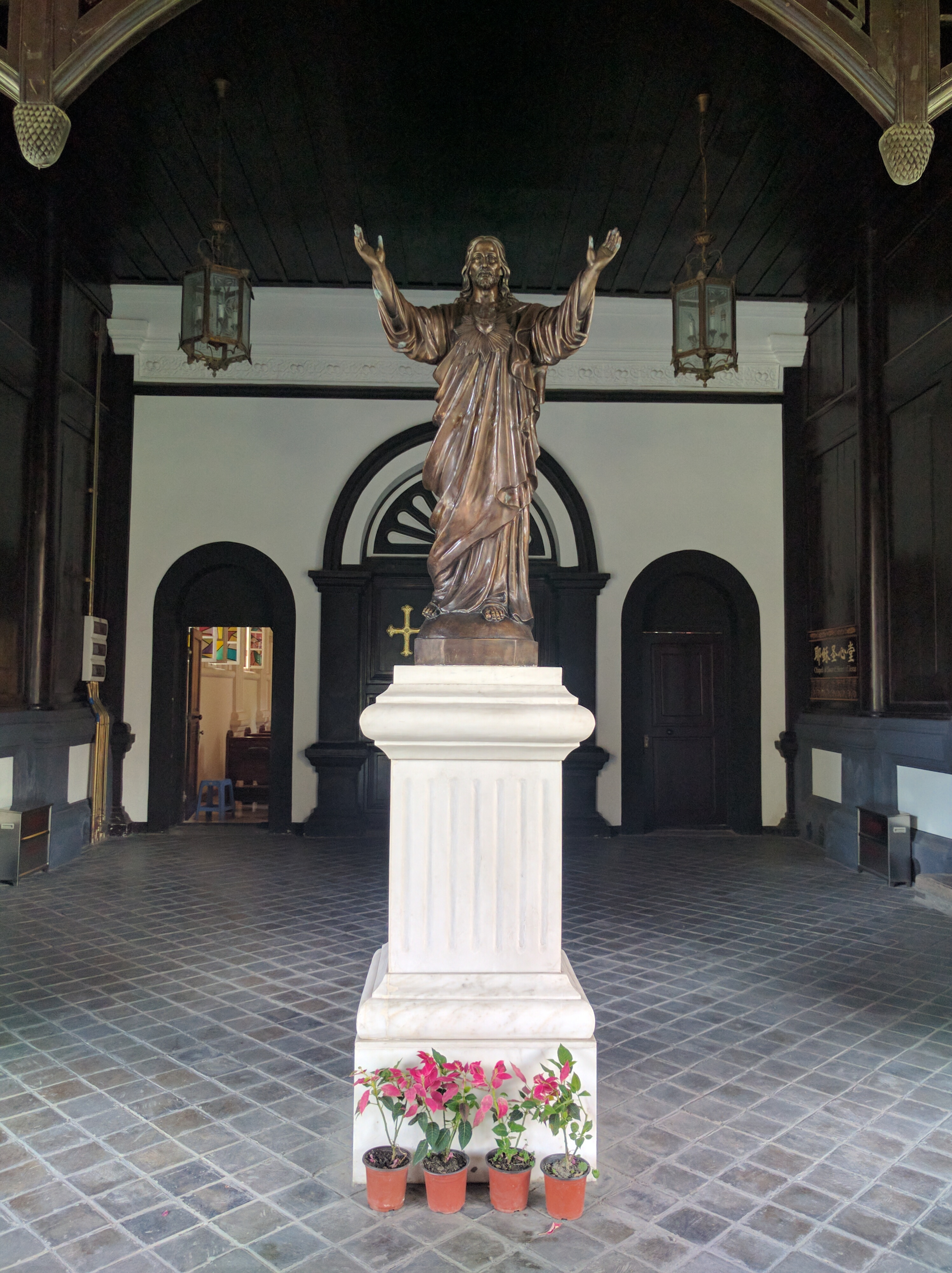
Cristo del Sagrado Corazón en la capilla
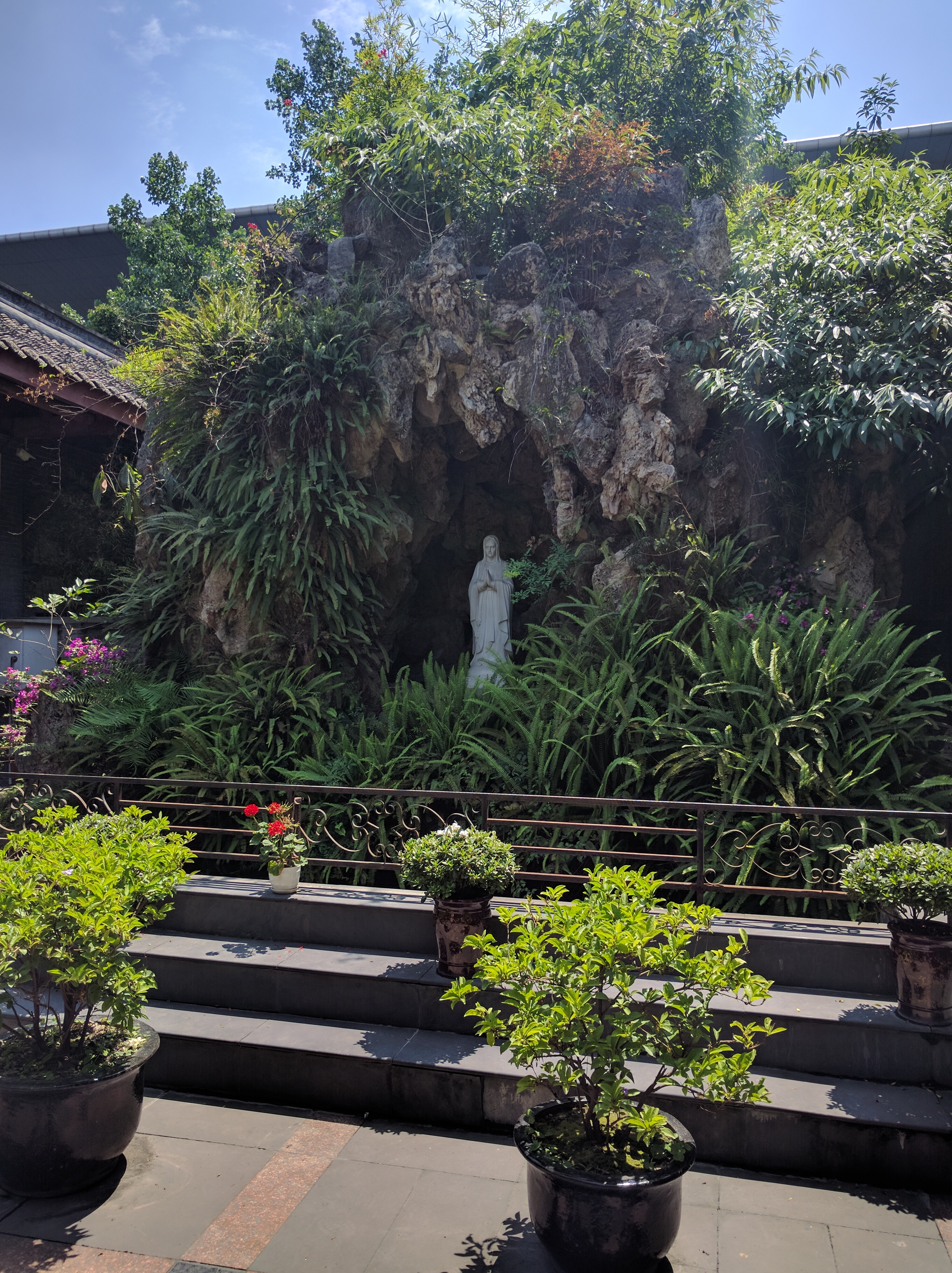
Gruta de Lourdes
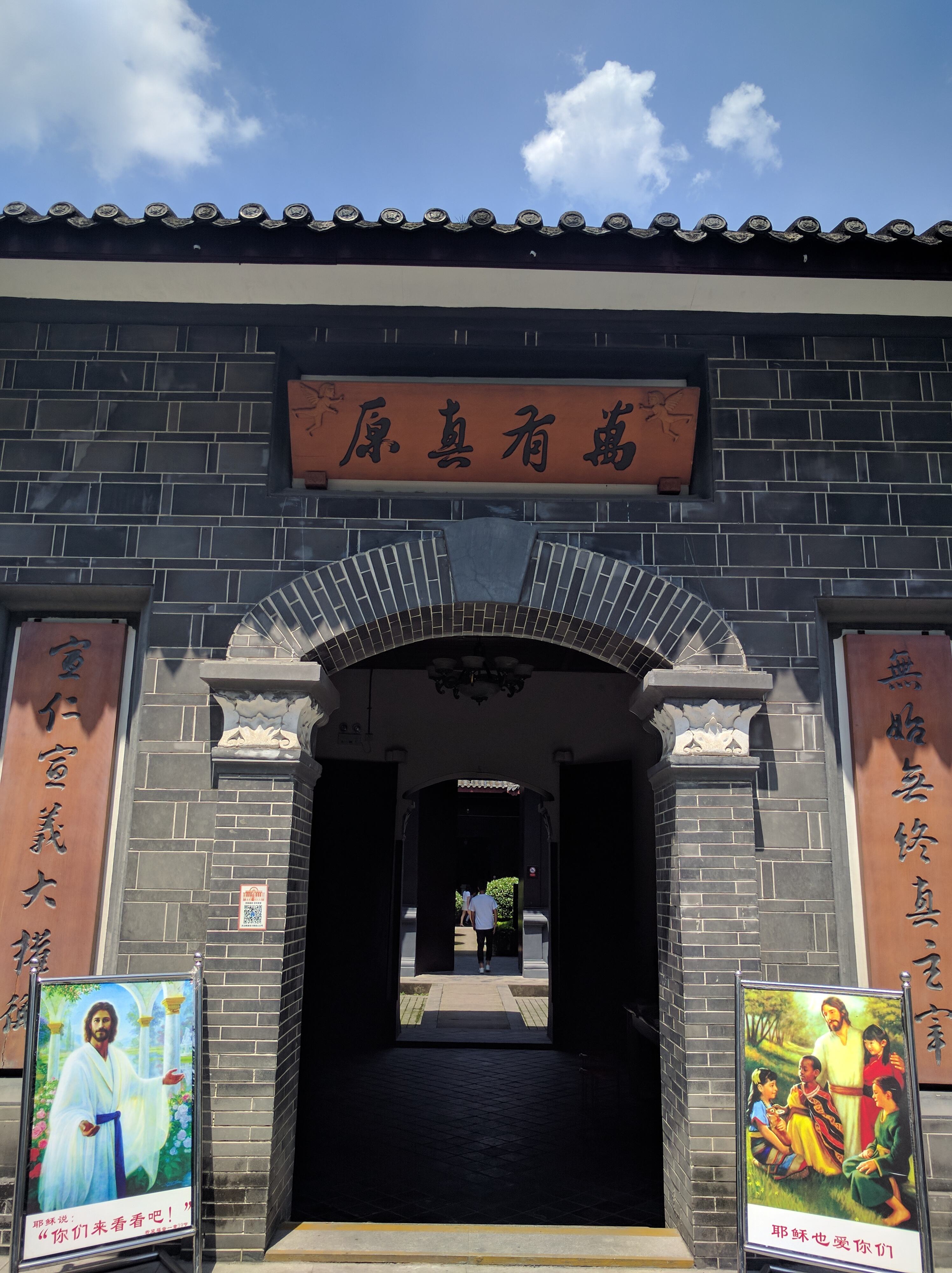
Mansión del obispo de Chengdu